# Morinda triphylla
Morinda triphylla là một loài thực vật có hoa trong họ Thiến thảo. Loài này được (Ducke) Steyerm. mô tả khoa học đầu tiên năm 1972.